# Рюмін Митрофан Васильович
Рюмін Митрофан Васильович (нар. 9 квітня 1840, Миколаїв, Херсонська губернія, Російська імперія — пом. 17 липня 1901, там само) — генерал-лейтенант, помічник начальника Миколаївського порту. Відомий у Миколаєві як видавець та власник однієї з найбільших друкарень.

## Життєпис
Народився у сім'ї спадкових дворян та кадрових військових у 1839 році.
У серпні 1884 року викупив у В. А. Даценко газету «Миколаївський листок» (перейменований «Николаевский вестник», перша газета міста) і почав випускати її під новою назвою — «Южанин». У 1890 році Міністерство внутрішніх справ Російської імперії тимчасово призупинило видання газети через критичні статті з питань перегляду гімназичних програм.
Згодом викупив у купця Івана Корнійовича Пікіна будинок на вулиці Спаській, в якому розмістив «Російську типо-літографію» та контору газети «Южанин», яку видавав протягом багатьох років. З настанням ери кіно, вже після смерті Рюміна, у 1907 році в цьому ж будинку відкрився новий синематограф «Ілюзіон». Його власниками були Леонтій Людвігович Коносевич — відомий у місті фотограф, власник двох фотоательє, та відставний есаул 7-го Донського козачого полку Михайло Павлович Іловайський. У 1913 році Іловайський будинок перебудував та обладнав тут «Великий кінотеатр». Будинок донині не зберігся.
Митрофан Рюмін вважається одним з засновників Миколаївського річкового яхт-клубу. В різні часи служив капітан-лейтенантом 1-го і 2-го флотських екіпажів Чорноморського флоту. Згодом був призначений помічником капітана над Миколаївським портом, згодом — старшим помічником.
В липні 1871 року числився лейтенантом Чорноморського флоту. Тоді ж разом з вдовою контрадмірала Власьєвою Оленою Спиридонівною, склав контракт про найм будинку у Миколаєві в Одеській частині міста за адресою вулиця Велика Морська, 10.
15 червня 1873 року Рюмін разом з капітаном 1-го рангу Ільїним Миколою Івановичем і Миколаївський міщанином Петренко Наум Павлович, збудували дерев'яну соснову баржу на Поповій Балці — території Миколаївського морського порту.
Рюмін обіймав також посади наглядача Морського госпіталю та інспектора училища для дочок нижніх чинів морського відомства.
Помер 17 липня 1940 року. Похований на миколаївському некрополі в одному склепі з дружиною, Ольгою Іванівною Рюміною (померла 24 березня 1898), і дітьми: Софією, Марією (померла 12 квітня 1941) і Миколою, лейтенантом морського флоту Російської імперії. Він був молодшим артилерійським офіцером на ескадреному міноносці «Орел», брав участь у Цусімській битві 14—15 травня 1905 року. У цьому бою був контужений, а помер від ран у Кронштадті 21 січня 1913 року. Тіло Миколи Рюміна було привезено до Миколаєва і поховано 29 січня того ж року в родовому склепі.

## Сім'я
- Батько — Василь Гаврилович Рюмін генерал-майор Чорноморського флоту, син мічмана Гавриїла Герасимовича Рюміна. Служив на флоті протягом 1820—1860 років, командував катером «Жайворонок», бригом «Аргонавт», фрегатом «Марія», брав участь у битвах у російсько-турецькій війні (1828) та Кавказькій війні (1829), мав нагороди — Орден Святої Анни 3-го ступеню (1828), орден Святого Володимира 4-го ступеню (1829) і орден Святого Георгія 4-го ступеню (1843).
- Мати — Віра Дмитрівна.
- Брат — Микола Васильович Рюмін — генерал-лейтенант, мав сина Михайла Миколайовича Рюміна (помер 24 липня 1916 року), що теж був генерал-лейтенантом, мав дочку Іуліану (народилася 1874 року), яка вийшла заміж за поручика Новогіоргіївській кріпосної артилерії, ад'ютанта по стройовій частині Валеріана Валеріановича Снігоцького (народився 1867 року), одружилися 23 жовтня 1891 року, у шлюбі мали сина Леоніда (народився 26 березня 1894) та доньку Ольгу (народився 23 жовтня 1907 року)[значущість факту?].
- Сестра Євгенія Василівна Рюміна (народилася 1855 року), була одружена з помічником юрисконсульства Міністерства Морського відомства колежського асесора Петра Івановича Михайловського (народився 1843 року), одружилися 17 серпня 1873 року. Мали доньку Надію (народилася 1 січня 1876 року), сина Іоанна (1 червня 1874) та доньку Лидию (20 грудня 1878).
- Дружина — Ольга Іванівна Рюміна (1843 — 24 березня 1898).
- Дочки Софія (народилася 15 серпня 1869), Марія (10 квітня 1873 — 12 квітня 1941), Олена (народилася 28 серпня 1875 року), Наталія (21 листопада 1879) і Євгена (15 грудня 1880). Остання вийшла заміж за мічмана 33-го флотського екіпажу Олександра Антоновича Ружека (народився 1878 року), 26 січня 1901 року.
- Сини Георгій (народився 23 квітня 1878 року) і Микола (1 січня 1883 — 21 січня 1913), лейтенант морського флоту.